# Sebastià Rafart i Llatas
Sebastià Rafart i Llatas (Barcelona, 8 de juliol de 1870 - Barcelona, 16 de gener de 1941) va ser un pianista, compositor i director català.
El 29 de juny de 1899 va estrenar una de les seves primeres composicions, Marxa triomfal. Va ser al teatre Novetats, en un acte de la Societat Euterpe de Clavé.
El novembre de 1903 va dirigir, al teatre Zorrilla, l’òpera La Bohème, de Puccini. El 1910, les òperes Aida i Lohengrin al teatre Espanyol; i també La favorita, de Donizetti al teatre Novetats. Aquesta representació serà la primera estrena important d'Hipòlit Lázaro.
El març de 1912 va dirigir l’obra de Juli Garreta, Impressions Simfòniques (composta el 1907) a Girona i a Figueres. El 1914 fa el mateix al teatre Principal, amb l’òpera wagneriana Tannhäuser.
A partir de 1935 comença una col·laboració força periòdica amb Ràdio Barcelona. S’estrena, un 4 de desembre, amb la interpretació de l’òpera Aida, de Verdi. Hi formaven part els cantants Concepció Oliver, Maria Valverde, Josep Palet i Ricard Fusté, i amb els comentaris d'Adrià Gual.

## Director de la Societat Coral Euterpe
El 27 de maig de 1901, va començar la seva primera temporada com a director de la Societat Euterpe d’en Clavé. Va ser un concert matinal al teatre Tívoli de Barcelona, amb gran èxit. La premsa, l'endemà, destacava la millora del grup després de la incorporació de Rafart. El repertori fou La Serenade de Mandolines, Las cansons del Mas, La cassa de Gounod, Flors de la Vall, Marxa triomfal. Abans d'esdevenir director, ja va fer de professor de piano i de la secció infantil de la mateixa Societat Euterpe. En va fer set concerts, l’últim d’ells el 6 d’octubre del mateix any. Aquest últim a benefici del director, com d'habitud. La crítica explicava que el concert fou un èxit, gràcies també al baríton Francesc Puiggener i la cantant Vigier. El repertori més aclamat fou La Marsellesa, Lo cup, La Euterpense, Pensament de Nit de Garcia Robles, Marxa triomfal, Pàtria i La non-non dels papellons totes tres de Rafart, L’aucellet d'Antoni Laporta i Astort, L’arbre sagrat i Els segadors. 
En 1902, la temporada de concerts començà el dilluns de Pasqua, 19 de maig, al teatre Tívoli.
La temporada de 1903 acabà el dimarts 8 de setembre, amb el sisè concert. Com era tradició, en benefici del director Rafart. Comptava amb la col·laboració de la Banda de la Casa Provincial de la Caritat i els cantants Bordalba, Utor, Aragó i Perelló. El repertori fou Il Re di Lahore, Evocazione de l'òpera Roberto il Diavolo, La Africana, La Marsellesa i una Berceuse de Benjamin Godard. A més, l'estrena de l’obra de Rafart, El musclayre, amb lletra d'Ayné Rabell i interpretada pel tenor Utor.
L’última temporada del primer període fou la de l’any 1904. Aquest any, finalitzà amb l’actuació el 25 de setembre. El repertori escollit fou Los Pescadors, Las flors de maig, Los xiquets de Valls, De bon matí i La Brema. El febrer de 1905 va remetre a la premsa un comunicat indicant que, per les seves moltes ocupacions, deixava de formar part de la Societat Euterpe.
Però el 1910 es torna a incorporar a la direcció d’Euterpe, després de la mort de l’anterior director, Celestí Sadurní. El primer concert que Rafart dirigirà aquell any serà el del 24 de juliol al Tívoli. La diada de reis d’aquell mateix any, el cor va oferir una representació a la presó davant dels reus. Allà cantaren la composició pròpia de Rafart, La cançó del pres. A més a més de Glòria a Espanya, La Donzella de la costa, Retreta de Rillé i algunes jotes. Durant l’acte, un pres que havia estat detingut arran de les protestes de l'estiu del 1909, cantà per iniciativa pròpia temes de l’òpera Aida i de Cavalleria rusticana.
El 9 de setembre de 1915, feren uns concerts al teatre L'Aliança del Poble Nou, amb motiu de la festa major del barri. Amb interpretacions de Clavé, Goula, Rivera i Rafart.

## Obra
- Marxa triomfal.
- Lo llegat d’en Clavé, amb text d’Apel·les Mestres.
- Pàtria.
- El musclayre.
- La cansó del pres.
- Cant del Pirineu.
- El cavall de Sant Miquel (dedicada a l’Orfeó Granollerí).[21]
- Cant a Vallromanes.[22]